# La Chose d'un autre monde
 (janvier 2022).
Si vous disposez d'ouvrages ou d'articles de référence ou si vous connaissez des sites web de qualité traitant du thème abordé ici, merci de compléter l'article en donnant les références utiles à sa vérifiabilité et en les liant à la section « Notes et références ».
Pour plus de détails, voir Fiche technique et Distribution.
La Chose d'un autre monde (The Thing from Another World) est un film américain réalisé par Christian Nyby, sorti en 1951, adapté de la nouvelle La Chose (Who Goes There?) de John W. Campbell écrite en 1938, le film donnera lieu à un remake The Thing (film, 1982) de John Carpenter en 1982. L'histoire est un huis clos qui traite de la question de l'identité et d'une menace invisible. Le 14 octobre 2011, un prélude du film de Carpenter sort, The Thing réalisé par Matthijs van Heijningen Jr.
Le film débute avec des scientifiques qui découvrent un vaisseau spatial prisonnier de la banquise arctique. En tentant de l'en extraire à l'aide de bombes thermiques, ils le détruisent. Néanmoins, ils décèlent sous la glace un corps extraterrestre. Ils ramènent à leur base le spécimen, figé dans un bloc de glace. Lorsque ce dernier fond accidentellement, libérant du même coup « la chose », toute la population de la base est menacée.
Le film La Chose d'un autre monde est inscrit depuis 2001 au National Film Registry pour être conservé à la Bibliothèque du Congrès des États-Unis « pour tous les temps en raison de son importance culturelle, historique ou esthétique ».

## Synopsis
À Anchorage, le journaliste Ned Scott est à la recherche d'un article et se rend au club des officiers de l'Alaskan Air Command, où il rencontre le capitaine Pat Hendry et son équipage. Le général Fogarty ordonne à Hendry de se joindre à la sixième expédition au Pôle Nord, à la demande de son scientifique principal, le Dr Arthur Carrington. Ce dernier a signalé par radio qu'un avion inhabituel s'était écrasé à proximité du site. Avec Scott, le caporal Barnes, le chef d'équipe Bob et une meute de chiens de traîneau, Hendry pilote un avion de transport Douglas C-47 vers l'avant-poste isolé.
À leur arrivée, Scott et les aviateurs rencontrent l'opérateur radio Tex, une femme nommée Mme Chapman, un homme nommé Lee, qui est l'un des deux cuisiniers, et les maîtres-chiens inuits. Plusieurs scientifiques se rendent avec les aviateurs sur le site du crash et découvrent un grand objet enfoui sous la glace. Alors qu'ils se déploient pour déterminer sa forme, ils réalisent qu'ils se tiennent dans un cercle et découvrent qu'il s'agit d'une soucoupe volante. L'équipe tente de faire fondre la glace qui recouvre la soucoupe avec de la thermite mais une violente réaction avec l'alliage métallique de l'engin la détruit complètement. Leur compteur Geiger, cependant, détecte un corps gelé enterré à proximité, qu'ils déterrent ensuite. Piégé dans un grand bloc de glace, le corps est chargé à bord de l'avion de transport qui s'envole alors qu'une tempête de neige se rapproche du site.
Hendry prend le commandement de l'avant-poste et, en attendant les instructions du général Fogarty, refuse à Scott la permission d'envoyer son papier à la presse et refuse également aux scientifiques d'examiner le corps. Tex envoie une note à Fogarty et tout le monde s'installe alors que la tempête s'abat sur leur base. Une veille de garde est mise en place et alors que Barnes relève McPherson, il recouvre le bloc de glace d'une couverture chauffante pour ne plus le voir. Il ne se rend pas compte qu'elle est branchée et le bloc dégèle lentement, ce qui permet à la créature, toujours vivante, de s'échapper dans la tempête. Elle est vite attaquée par les chiens de traîneau et les aviateurs récupèrent un bras coupé de la créature. Les scientifiques examinent le bras et concluent que l'extraterrestre est une forme avancée de vie végétale. Carrington est convaincu de sa supériorité sur les humains et cherche à communiquer avec elle. Les aviateurs commencent une recherche qui les mène à la serre de l'avant-poste. Carrington reste en arrière avec Vorhees, Stern et Laurence, ayant remarqué des preuves d'activité extraterrestre. Ils découvrent un troisième chien de traîneau caché, qui a été vidé de tout son sang, ce qui indique que la créature végétale se nourrit de sang. Carrington et les scientifiques mettent en place une surveillance secrète, dans l'espoir de rencontrer l'extraterrestre avant que les aviateurs ne le trouvent.
Le lendemain matin, les aviateurs poursuivent toujours leurs recherches, tandis que Tex les informe que Fogarty est au courant de leur découverte et exige de plus amples informations. Désormais empêchées de partir par la violente tempête, Stern apparaît, gravement blessé pour annoncer au groupe que la créature a tué Auerbach et Olson. Lorsque les aviateurs enquêtent, l'alien les attaque mais ils parviennent à le barricader à l'intérieur de la serre. Hendry confronte Carrington et lui ordonne de rester dans son laboratoire et ses quartiers. Carrington, obsédé par l'extraterrestre, montre à Nicholson et aux autres scientifiques son expérience. À l'aide de graines prélevées sur le bras coupé, il a fait pousser de petites plantes extraterrestres en les alimentant avec le plasma sanguin de la base. Hendry constate que le plasma vient à manquer alors qu'il est nécessaire pour traiter Stern, ce qui le conduit à parler à Carrington.
Pendant ce temps, Fogarty transmet des ordres pour maintenir la créature en vie mais elle s'échappe de la serre et attaque les aviateurs dans leurs quartiers. Ils l'aspergent de seaux de kérosène et y mettent le feu, la forçant à se retirer dans la tempête. Après s'être regroupés, ils réalisent que la température de leur bâtiment chute rapidement car les chaudières ont cessé de fonctionner, sabotées par l'extraterrestre. Ils se réfugient alors dans la salle des générateurs de la station pour se réchauffer et installent un piège à mouches électrique. L'extraterrestre continue de les traquer mais, au dernier moment, Carrington tente de communiquer en implorant la créature. Celle-ci l'écarte, se dirige vers le piège et est électrocutée avant d'être réduite à un tas de cendres. Plus tard, le temps finit enfin par s'éclaircir et Scotty peut enfin raconter son histoire par radio à un groupe de journalistes à Anchorage. Il termine son émission par un avertissement qui est d'en parler au monde entier et de leur dire à tous, où qu'ils soient, de surveiller le ciel et de continuer à le regarder.

## Fiche technique
- Titre : La Chose d'un autre monde
- Titre original : The Thing from Another World
- Réalisation : Christian Nyby et Howard Hawks (non crédité)
- Scénario : Charles Lederer, Howard Hawks (non crédité) et Ben Hecht (non crédité) d'après l'œuvre de John W. Campbell (La Chose)
- Production : Howard Hawks et Edward Lasker (producteur associé) pour RKO
- Musique : Dimitri Tiomkin
- Photographie : Russell Harlan et Archie Stout (seconde équipe, non crédité)
- Cadreur : George K. Hollister (non crédité)
- Montage : Roland Gross
- Direction artistique : Albert S. D'Agostino et John Hughes
- Décors de plateau : Darrell Silvera et William Stevens
- Costumes féminins : Michael Woulfe
- Pays d'origine :  États-Unis
- Langue : anglais
- Format : noir et blanc — 35 mm — 1,37:1 — mono (RCA Sound System)
- Genre : science-fiction
- Durée : 86 minutes
- Dates de sortie: 
  - États-Unis : 6 avril 1951 (première) ; 29 avril 1951 (sortie nationale)
  - France : 14 décembre 1951

## Distribution
- Margaret Sheridan (VF : Jacqueline Ferrière) : Nikki Nicholson, la secrétaire du docteur Carrington dont s'éprend le capitaine Hendry
- Kenneth Tobey (VF : Raymond Loyer) : le capitaine Patrick Hendry, le chef de l'équipe des recherches
- Robert O. Cornthwaite (VF : Gérard Ferrat) : le docteur Arthur Carrington, le directeur d'une mission scientifique au Pôle Nord
- Douglas Spencer (VF : Maurice Porterat) : le journaliste Ned "Scotty" Scott, qui suit l'expédition
- James Young (1920-1985) (VF : Serge Lhorca) : le lieutenant Eddie Dykes, un aviateur
- Robert Nichols (VF : Jean-Henri Chambois) : le lieutenant Ken MacPherson
- William Self (VF : Jacques Thébault) :  le caporal Barnes
- Eduard Franz (VF : Jacques Beauchey) : le docteur Stern
- Sally Creighton (VF : Suzanne Chanez) : Madame Chapman
- James Arness : la chose, un extra-terrestre végétal
- Dewey Martin (VF : Jean Daurand) : le capitaine Bob MacAuliff, le chef de la base
- John Dierkes (VF : Raymond Destac) : le docteur Chapman
- George Fenneman : le docteur Redding
- Edmund Breon (VF : Raymond Destac et Maurice Dorléac) : le docteur Ambrose
- Everett Glass (VF : Jean Brunel et Paul Forget) : le docteur Wilson
- Paul Frees (VF : René Bériard) : le docteur Vorhees
- Robert Bray : un capitaine

## Réalisation
La légende veut que l'identité du réalisateur de La Chose d'un autre monde ne soit pas véritablement connue. Les crédits mentionnent Hawks comme producteur, mais certaines rumeurs l'ont présenté comme largement responsable de la réalisation, attribuée à Nyby.
Cependant, dans l'édition DVD de la compilation "Il était une fois la RKO",Serge Bromberg dément ces allégations, et dit qu'en tant que producteur Hawks a été constamment présent sur le plateau, joué un rôle de premier plan dans la conception du film, mais que la réalisation proprement dite a bien été assurée par Nyby.

## DVD
Le film a fait l'objet de plusieurs éditions en France :  
- Aux éditions Montparnasse :
  - 18 octobre 2000 : Boitier Amaray, au format 1.33:1 plein écran en français et anglais 1.0 avec sous-titres français. L'édition restaurée a en suppléments une bande annonce du film ainsi que des extraits de films de la collection DKO[2].
  - 8 novembre 2006 : Edition Collector Digipack sous fourreau cartonné, au format 1.33:1 plein écran en français 2.0 mono et 5.1 Dolby Digital et anglais 2.0 et 5.1 Dolby Digital avec sous-titres français. En suppléments, un documentaire de 47 minutes où quatre séquences sont commentées par Jean-Baptiste Thoret, historien du cinéma ; un second documentaire de 10 minutes avec des interviews de Steven Spielberg, James Cameron, George Lucas, Ridley Scott et Martin Scorsese évoquent le film ; entretien avec John Carpenter sur le film (20 minutes) et une bande annonce en VOST. Un livret de 16 pages avec photos[3].
  - 18 septembre 2007 : Thinpak, avec les mêmes spécificités techniques que l'édition de 2006. En supplément, une présentation de Serge Bromberg (5 minutes) [4].

- Chez Warner Home Vidéo :
  - 21 octobre 2015 : Boitier Keep Case, avec les mêmes spécificités que l'édition de 2007 mais sans aucun supplément [5].